# Jardin d'immeubles de la Porte-de-Vincennes
Le jardin d'immeubles de la Porte-de-Vincennes est un espace vert du 20e arrondissement de Paris, en France.

## Situation et accès
Le jardin est accessible par la rue Cristino-Garcia.
Il est desservi par la ligne 9 à la station Porte de Montreuil.

## Historique
Le jardin est créé en 1959.
Il était inclus dans la ZAC Porte-de-Vincennes.